# دیان دو لیوه
دیان دو لیوه (انگلیسی: Dianne de Leeuw؛ زادهٔ ۱۹ نوامبر ۱۹۵۵) اسکیت‌باز سرعت، و اسکیت‌باز نمایشی اهل پادشاهی هلند است.